# Avatiu-Ruatonga-Palmerston
Inscrits : 754 (2006)
Avatiu-Ruatonga-Palmerston est l'une des quatre circonscriptions électorales du district d'Avarua sur l'île de Rarotonga (îles Cook). Elle est constituée de 3 tapere et de l'île de Palmerston :
- Atupa
- Avatiu
- Ruatonga

La circonscription fut créée en 1981 par l'amendement constitutionnel n°9. Jusqu'alors les 4 sièges de Tupapa-Maraerenga, Takuvaine-Tutakimoa, Avatiu-Ruatonga-Palmerston et Nikao-Panama étaient regroupés dans la circonscription de Teauotonga. 
En 1986, le tapere d'Atupa qui faisait partie de Nikao-Panama fut intégré à la circonscription permettant de faire passer le corps électoral de 526 à 684 individus. Ce redécoupage ne posa aucun problème, les Ngati Putua (le clan des Putua) d'Atupa ayant une longue tradition de relations coutumières avec les Ngati Uritaua (clan des Uritaua) d'Avatiu
Le rattachement de Palmerston à cette circonscription s'explique quant à lui par le nombre relativement important de migrants Pamati vivant à Avatiu après avoir été autorisés de s'y installer par Makea Takau Ariki au début du XXe siècle. 

## Élections de 2004
Albert Nicholas remportait pour ces élections sa deuxième victoire d'affilée, confirmant son implantation politique dans cette circonscription.
| Albert Peto Nicholas (CIP) | 52,7 % |
| Poko Keu (DP)              | 47,3 % |

## Élections de 2006
Le résultat du scrutin fut serré puisqu'à peine 13 voix séparaient le candidat sortant Albert Nicholas de son adversaire du Démocratic Party, Sam Crocombe, fils du célèbre universitaire Ron Crocombe. Une pétition électorale fut déposée auprès de la Haute Cour par les responsables du Démo arguant que certains électeurs inscrits sur les listes électorales de cette circonscriptions n'auraient pas du y être. “So we’re going through those who are not Niueans, because Niueans and Tokelauan and New Zealand citizens can vote, those who do not have permanent residency, those who do not qualify the one year residents requirement, those who do not meet the three month residency requirement for constituencies, and those who do not meet the 18 year old minimum voting age.” (Makiuti Tongia). La plainte fut classée sans suite.
| Albert Peto Nicholas (CIP) | 50,9 % |
| Sam Crocombe (DP)          | 49,1 % |